# Psalidojapyx
Psalidojapyx es un género de Diplura en la familia Japygidae.

## Especies
- Psalidojapyx edentulus Pagés, 2000
- Psalidojapyx murudensis (Silvestri, 1930)